# Zadeltank

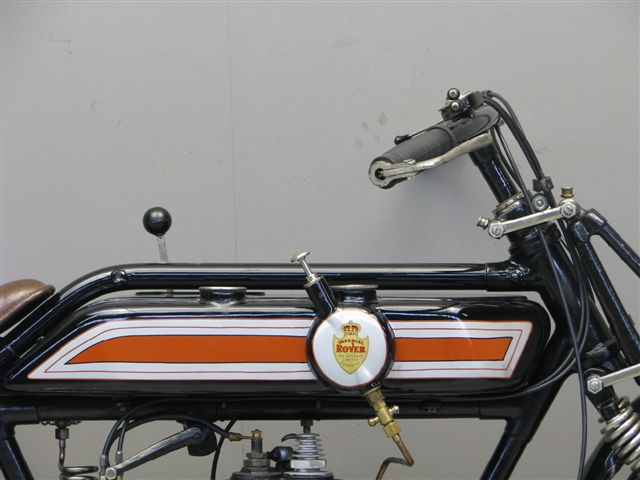
Flattank op een Rover uit 1921

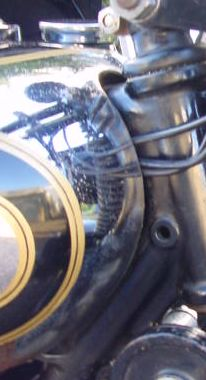
Zadeltank op een AJS uit 1935

Een zadeltank is een brandstoftank van een motorfiets.
Een zadeltank hangt over de framebuizen, zoals een zadel over een paard. Lange tijd was dit de meest gebruikelijke constructie, die tegenwoordig ook nog wordt toegepast. Tot ca. 1928 werd de tank meestal tussen de framebuizen gehangen, een zogenaamde flattank. 
De zadeltank is in 1924 uitgevonden door Howard Davies. Binnen enkele jaren waren flattanks vrijwel geheel uitgestorven. De zadeltank bleek niet alleen een optische (esthetische) verbetering, maar maakte het voor de constructeurs ook mogelijk de frames helemaal te herzien en slechts één stevige, centrale bovenbuis onder de tank toe te passen. Daardoor ontstonden de enkele en dubbele wiegframes. Bovendien kon het zwaartepunt van de motorfiets lager worden, waardoor de wegligging verbeterde. De techniek werd beter bereikbaar omdat de tank simpel afgenomen kon worden, de bevestiging van de tank was eenvoudig omdat deze min of meer vanzelf over het frame bleef hangen en onder de tank kon behalve de framebuis ook nog bedrading aan het zicht onttrokken worden. 
Omdat motorfietsen tot ver in de jaren negentig vrijwel zonder uitzondering verstoken bleven van een benzinepomp en de brandstof dus door de zwaartekracht naar de carburateur(s) moest stromen, bleef de zadeltank tot die periode in zwang. De brandstoftank moest immers hoger dan de carburateurs geplaatst zijn. 
Met de invoering van brandstofinjectie (vanaf ca. 1983) moest een benzinepomp gebruikt worden en werden de tanks dus ook vaak op andere plaatsen (in de stroomlijnkuip of onder het duozadel) aangebracht. Tussen balhoofd en zadel zit dan wel vaak een dummytank, die weliswaar het uiterlijk van een brandstoftank heeft (en vaak zelfs de vulopening), maar in werkelijkheid het luchtfilter, de airbox of elektronica herbergt.